# Disco Stu
Disco Stu, vlastním jménem Stuart Discothèque, je fiktivní postava z amerického animovaného seriálu Simpsonovi. Jde o muže, který mentálně uvízl v éře diskoték. Stu byl představen jako pointa vtipu v díle Dva zlí sousedé, v němž se ve výprodeji Homer pokouší prodat bundu, na kterou se kdysi pokusil napsat kamínky „Disco Stud“, ale protože udělal příliš velká písmena, nezbylo mu místo na závěrečné „d“. Poté, co Marge poznamená, že by si nikdo nikdy nechtěl koupit bundu s nápisem „Disco Stu“, ji jiný zákazník Stuovi doporučí, ale Stu odpoví: „Disco Stu nedělá reklamu.“.
Stuův způsob řeči je podobný způsobu řeči Duffmana, kterého stejně jako Stua v původním znění dabuje Hank Azaria; mluví ve třetí osobě a často o sobě mluví jako o „Disco Stuovi“. Podle dílu Homerova rock'n'rollová brnkačka si Stu ve skutečnosti uvědomuje, že disko je mrtvé, vůbec se mu nelíbí disko hudba a obává se, že jeho osobnost z něj může udělat „jednohubku“. Po krátkém manželství se Selmou Bouvierovou mu papež Jan Pavel II. zrušil manželství. V epizodě Jak jsem prospal vaši matku vytvoří profesor Frink zařízení, které umožňuje lidem vstupovat do snů jiných lidí. Prohlásil, že už přístroj použil, „aby vyléčil jiného Springfielďana z jeho zvláštní posedlosti“, a v tu chvíli Stu vejde do záběru v khaki kalhotách a košili s límečkem a řekne: „Normální Stu má rád normální věci.“. V dílu Střihoruký Homer je Stu viděn, jak se sám účastní plesu a říká, že jeho přítelkyně se necítí dobře. Poté je viděna, jak přichází v náručí s Šášou Krustym. Díl Vyrůstáme ve Springfieldu odhaluje, že v mládí měl rozjetou kariéru námořního kapitána, říkal si „Nautical Stu“ a radost z disko hudby objeví, až když mu ji Marge pustí, když se fotí kvůli kapitánskému průkazu.
Showrunner seriálu Bill Oakley popsal původního Disco Stua jako „starého vrásčitého Johna Travoltu“. Původně měl Stuovi propůjčit hlas hostující Phil Hartman. Když však animátoři postavu předělávali, Hartman nebyl pro dabing k dispozici, a tak roli převzal Hank Azaria. Server IGN označil Stua za 24. nejoblíbenější vedlejší postavu Simpsonových ze seznamu 25.